# 윤경숙 (시인)
윤경숙(尹慶淑)은 대한민국의 시인, 작가이다. 충청남도 천안군 성환읍에서 태어났으며 대원불교대학을 졸업하고, 동국대학교 불교대학원에서 수학했다. 시인, 작가 활동 외에 1991년 서울구치소 불교 종교위원으로 사회봉사활동을 시작, 군 부대 상임법사 등을 지냈다. 2003년 12월 30일 KBS-1TV '이것이 인생이다'에 출연하여 '사노라면 잊을 날 있으리오'에 출연하였다. 그밖에 한국뇌성마비 복지관에서 작문 수업 봉사와, 노원구와 도봉구에서 봉사를 하는 등 다양한 자원봉사활동을 하였다. 작품으로는 시집 《차라리 침묵하고》(1995년) , 실화 소설 《스쳐간 바람》(2003년) 등이 있다.

## 저작

### 시집
- 《꽃처럼 살고 싶다》 (도서출판 청어, 2006)
- 《가슴에 있는 사람:열매시선 2》 (열매출판사, 2004)
- 《차라리 침묵하고》 (준 출판사, 1995)

### 소설
- 《스쳐간 바람》 (열매출판사, 2003)